# Увеличение
Увеличе́ние, опти́ческое увеличе́ние — отношение линейных или угловых размеров изображения и предмета.
Лине́йное увеличе́ние, попере́чное увеличе́ние — отношение длины сформированного оптической системой изображения отрезка, перпендикулярного оси оптической системы, к длине самого отрезка. При идентичных направлениях отрезка и его изображения говорят о положительном линейном увеличении, противоположные направления означают оборачивание изображения и отрицательное линейное увеличение.
Масшта́б изображе́ния, масштаб макросъёмки — абсолютная величина поперечного увеличения.
Продо́льное увеличе́ние — отношение длины достаточно малого отрезка, лежащего на оси оптической системы в пространстве изображений к длине сопряжённого с ним отрезка в пространстве предметов.
Углово́е увеличе́ние — отношение тангенса угла наклона луча, вышедшего из оптической системы в пространство изображений, к тангенсу угла наклона сопряжённого ему луча в пространстве предметов.
Ви́димое увеличе́ние — одна из важнейших характеристик оптических наблюдательных приборов (биноклей, зрительных труб, луп, микроскопов и т. д.). Численно равно отношению углового размера наблюдаемого через прибор оптического изображения предмета к угловому размеру этого же предмета, но при наблюдении невооружённым глазом.
Также применяется отдельно к окуляру как части наблюдательной оптической системы.
Также применяется к произвольным оптическим системам.

## Увеличение телескопической оптической системы
В телескопических системах видимое увеличение равно отношению фокусных расстояний объектива и окуляра, а при наличии оборачивающей системы это отношение следует дополнительно умножить на линейное увеличение оборачивающей системы.

## Увеличение лупы, окуляра
Видимое увеличение лупы равно отношению расстояния наилучшего зрения (250 мм) к её фокусному расстоянию.

## Увеличение оптического микроскопа
Увеличение микроскопа общее является произведением увеличений объектива и окуляра. Если между объективом и окуляром есть дополнительная увеличивающая система, то общее увеличение микроскопа равно произведению значений увеличений всех оптических систем, включая промежуточные: объектива, окуляра, бинокулярной насадки, оптовара или проекционных систем.
Гм = βоб × Гок × q1 × q2 ×
где Гм — общее увеличение микроскопа, βоб — увеличение объектива, Гок — увеличение окуляра, q1, q2… — увеличение дополнительных систем.

### Максимальное полезное увеличение
Для любого микроскопа и телескопа существует максимальное увеличение, за пределом которого изображение выглядит более крупным, но никаких новых деталей не выявляется. Это случается когда мельчайшие детали которые позволяет обнаружить разрешающая сила прибора совпадают по размерам с разрешающей способностью глаза. Дальнейшее увеличение иногда называется пустым увеличением.